# Нотарктус
Нотарктус (лат. Notharctus, от др.-греч. νόθος ἄρκτος — ненастоящий медведь) — род древних приматов, населявших Европу и Северную Америку 50 млн лет назад. Современные лемуры произошли от приматов, похожих на этот род.

## Описание

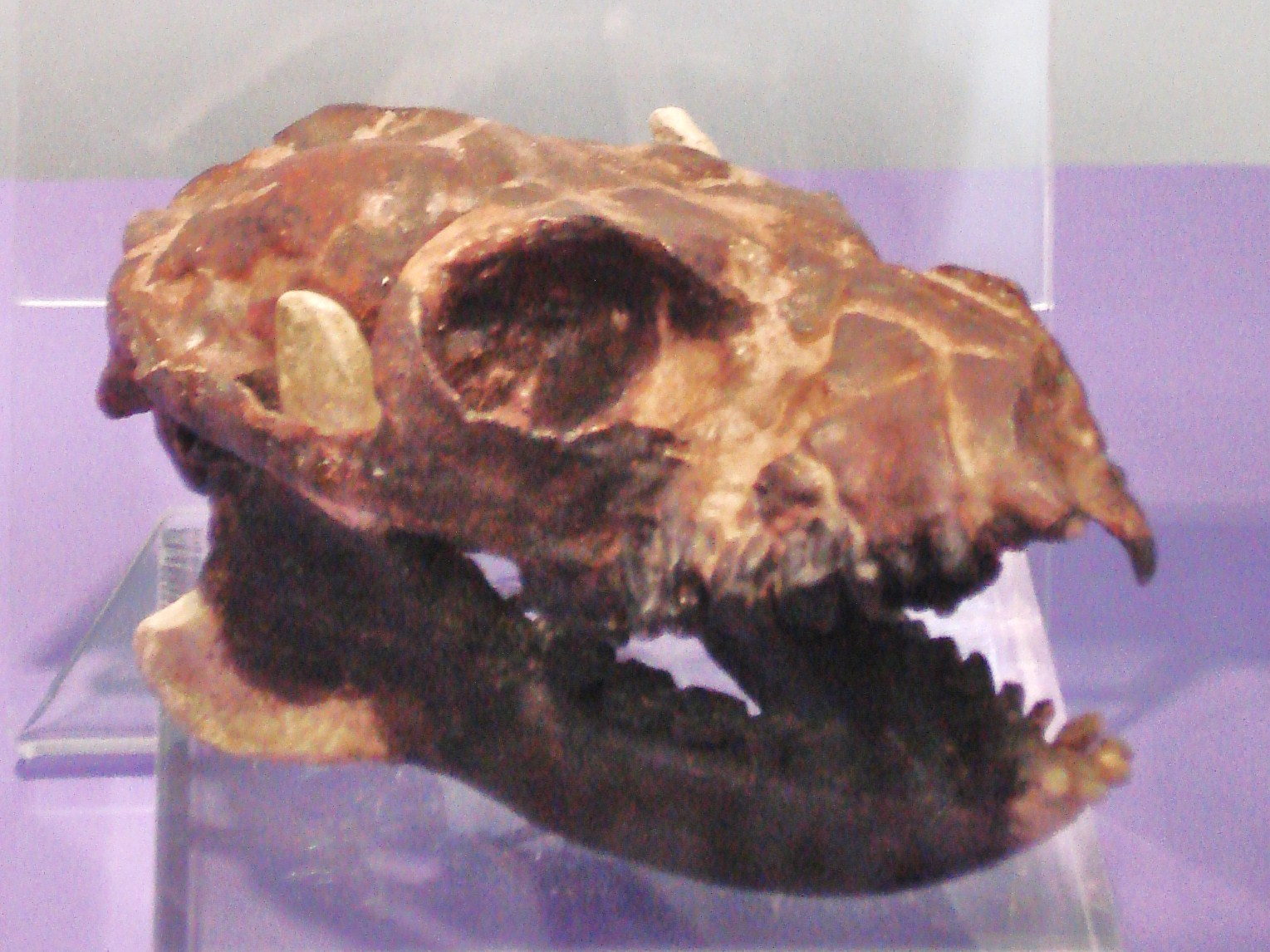
Череп Notharctus osborni

Строением тела напоминает современных приматов. Размер — примерно 40 см, не считая хвоста. В отличие от лемуров у нотарктуса была короче морда, а смотрящие прямо вперед глаза были окружены массивными костными дугами. Пальцы удлиненные, приспособленные для лазания по ветвям. Большой палец эволюционировал в сторону обособления от остальных. Позвоночник гибкий, как у лемуров. Питался, вероятно, фруктами и насекомыми.
Выделяется не менее пяти видов, и найдены останки ещё семи особей, которые могут быть выделены в отдельные виды. Все вымерли в эпоху миоцена.

## В массовой культуре
В книге Стивена Бакстера «Эволюция» одна из глав посвящена жизни нотарктуса Нота (англ. Noth) в полярных листопадных лесах на острове Элсмир. Автор описывает жизнь и повадки этого вида, в том числе не характерные для приматов — например, спячку в выкопанных в земле норах.
В книге Кира Булычёва «Пашка-троглодит» упоминается, как общий предок обезьян и людей.